# Cyclorana
Die Gattung Cyclorana, auch Wasserreservoirfrösche genannt, gehört zu den Froschlurchen (Anura) aus der Unterfamilie der Australischen Laubfrösche (Pelodryadinae) innerhalb der Familie der Laubfrösche. Sie kommt mit 14 Arten ausschließlich in Australien vor. Von einigen Autoren wird die Gattung nur als Synonym der Gattung Ranoidea behandelt und in diese Gattung eingegliedert.

## Arten
- Cyclorana alboguttata (Günther, 1867)
- Cyclorana australis (Gray, 1842)
- Cyclorana brevipes (Peters, 1871)
- Cyclorana cryptotis Tyler & Martin, 1977
- Cyclorana cultripes Parker, 1940
- Cyclorana longipes Tyler & Martin, 1977
- Cyclorana maculosa Tyler & Martin, 1977
- Cyclorana maini Tyler & Martin, 1977
- Cyclorana manya Beurden & McDonald, 1980
- Cyclorana novaehollandiae Steindachner, 1867
- Cyclorana occidentalis Anstis, Price, Roberts, Catalano, Hines, Doughty & Donnellan, 2016[2]
- Cyclorana platycephala (Günther, 1873) – Wasserreservoirfrosch
- Cyclorana vagitus Tyler, Davies & Martin, 1981
- Cyclorana verrucosa Tyler & Martin, 1977

## Besonderheiten
Der Wasserreservoirfrosch (Cyclorana platycephala) und sein Verwandter Cyclorana occidentalis (Westlicher Wasserreservoirfrosch) kann als Anpassung an trockene Witterungsphasen in seiner Blase und in den Unterhauträumen durch die Haut so viel Wasser aufnehmen und speichern, dass er völlig aufgedunsen wirkt. Aborigines mach(t)en sich dies zunutze, indem sie nach den Fröschen suchen und das Wasser zum Trinken verwenden.